# Yanix
Yanix (рус. Я́никс; настоящее имя — Янис Бекирович Бадуров; род. 16 ноября 1993, Красногорск, Московская область) — российский рэпер.

## Биография
Yanix родился в семье врачей. Мама работала 30 лет в городской поликлинике стоматологом, отец работает хирургом в военном госпитале. В школе учился на пятёрки, но биология помешала окончить школу с красным аттестатом. Окончил Московский университет экономики и информатики.
В 18 лет Янис не мог выговаривать букву «Р». Справиться с дефектом речи ему помог рэп; «В 18 я не выговаривал букву «р». А мне всегда нравился техничный рэп, когда читают быстро. И когда ты пытаешься это повторить, ненароком работаешь с дикцией. В итоге я начал выговаривать «р», а мне с этим даже логопед в детстве помочь не мог. Я понял, что нужно дальше заниматься этим делом, и не прогадал».

## Карьера

### 2014
9 мая 2014 года вышел микстейп «Шоу улиц гетто 2»
23 октября 2014 года вышел сингл «Ничего или всё» из грядущего мини-альбома.
16 ноября 2014 года, на своё 21-летие, Янис выпустил сингл «Рок Стар» из грядущего мини-альбома.

### 2017: «Шоу улиц гетто 2,5»
25 января 2017 года вышел микстейп «Шоу улиц гетто 2,5» совместно с DJ Nik-One, среди гостей в альбоме ST, Obladaet, Влади, Face, Tveth, Markul и Slim.
27 сентября 2017 года вышел мини-альбом Bla Bla Land совместно с Thomas Mraz.
31 декабря 2017 года вышел сингл «Вниз-вверх» из грядущего альбома «Пока трэп не разлучит нас».

### 2018: «Пока трэп не разлучит нас»
22 января 2018 года вышел сингл «Первая линия» из грядущего альбома «Пока трэп не разлучит нас».
8 февраля 2018 года вышел студийный альбом «Пока трэп не разлучит нас», среди гостей в альбоме Face, Жак-Энтони и Flesh. Хип-хоп.портал The Flow поместил альбом на 24 строчку «50 отечественных альбомов 2018».
18 сентября 2018 года вышел сингл «Без лишних опций», в котором Янис критикует молодых рэперов.

### 2020:SS 20
27 мая 2020 года вышел подкаст Сергея Мезенцева «Сережа и микрофон» при участии Yanix. В подкасте Янис рассказал, что у него нет и никогда не было менеджера.
В июне 2020 года вышел студийный альбом SS 20 состоящий из 12 треков. Среди гостей в альбоме Obladaet и GONE.Fludd.
21 августа 2020 года вышел сингл «XXX».
3 сентября 2020 года вышел видеоклип на трек «VVS». В клипе — «белый Aston Martin, далматинец, роскошный дом, ювелирный магазин и прочие атрибуты успешного рэпера», рецензирует видеоклип портал rap.ru.
2 октября 2020 года вышел сингл «Mamacita».
4 декабря 2020 года вышла два сингла, «D R.I.P.» и «Красная помада», в жанре трэп и поп R&B, соответственно.

### 2021
4 июня 2021 года вышел сингл «Из ладони в ладонь» совместно с Пошлой Молли.
9 апреля 2021 года вышел сингл «Mandem» в жанре дрилл.
11 июня 2021 года вышел сингл «Стейк» при участии OG Buda и 163onmyneck в жанре детройского хип-хопа.
16 июля 2021 года вышел сингл Bushido Zho «Papi» при участии Yanix.

### 2022:G.O.A.T. Uslugi
26 августа 2022 года вышел восьмой студийный альбом G.O.A.T. Uslugi. Среди гостей в альбоме Дора, Lovv66, Pinq, Thomas Mraz, Noa, Три дня дождя и Friendly Thug 52 Ngg.

## Дискография

### Студийные альбомы
| Название                    | Детали |
| --------------------------- | --- |
| Finish Him                  | - Релиз: 13 июня 2011 - Лейбл: Без лейбла - Формат: стриминг                                               |
| «Шоу улиц гетто»            | - Релиз: 9 мая 2013 - Лейбл: Dreams Come True Records - Формат: цифровая загрузка, стриминг                |
| «Шоу улиц гетто 2»          | - Релиз: 9 мая 2014 - Лейбл: Dreams Come True Records - Формат: цифровая загрузка, стриминг                |
| Block Star                  | - Релиз: 11 марта 2015 - Лейбл: Dreams Come True Records - Формат: цифровая загрузка, стриминг             |
| Gianni                      | - Релиз: 10 февраля 2016 - Лейбл: Dreams Come True Records - Формат: цифровая загрузка, стриминг           |
| «Пока трэп не разлучит нас» | - Релиз: 9 февраля 2018 - Лейбл: Без лейбла (через Believe Digital) - Формат: цифровая загрузка, стриминг  |
| SS 20                       | - Релиз: 3 июня 2020 - Лейбл: Dreams Come True Records - Формат: цифровая загрузка, стриминг               |
| G.O.A.T. Uslugi             | - Релиз: 26 августа 2022 - Лейбл: Без лейбла (через Believe Digital) - Формат: цифровая загрузка, стриминг |
| Vibes                       | - Релиз: 28 февраля 2025 - Лейбл: Без лейбла (через Believe Digital) - Формат: цифровая загрузка, стриминг |

### Микстейпы
| Название             | Детали                                                                                          |
| -------------------- | ----------------------------------------------------------------------------------------------- |
| «Шоу улиц гетто 2,5» | - Релиз: 15 января 2017 - Лейбл: Dreams Come True Records - Формат: цифровая загрузка, стриминг |

### Мини-альбомы
| Название                               | Детали                                                                         |
| -------------------------------------- | ------------------------------------------------------------------------------ |
| Bla Bla Land (совместно с Thomas Mraz) | - Релиз: 27 сентября 2017 - Лейбл: Yanix - Формат: цифровая загрузка, стриминг |

### Синглы

#### В качестве ведущего исполнителя
| Название                                                        | Год  | Альбом              |
| --------------------------------------------------------------- | ---- | ------------------- |
| «Алкоголь»                                                      | 2015 | внеальбомные синглы |
| «Кто-то ещё»                                                    | 2016 | внеальбомные синглы |
| «Москва»                                                        | 2016 | внеальбомные синглы |
| «Благословлён»                                                  | 2016 | внеальбомные синглы |
| «Special»                                                       | 2018 | SS 20               |
| «XXL»                                                           | 2018 | SS 20               |
| «Hot»                                                           | 2019 | внеальбомные синглы |
| «Один к десяти»                                                 | 2019 | внеальбомные синглы |
| «Да или нет»                                                    | 2019 | SS 20               |
| «Мув»                                                           | 2019 | внеальбомные синглы |
| «XXX»                                                           | 2020 | внеальбомные синглы |
| «Mamacita»                                                      | 2020 | внеальбомные синглы |
| «Mandem»                                                        | 2021 | внеальбомные синглы |
| «Из ладони в ладонь» (совместно с Пошлой Молли)                 | 2021 | внеальбомные синглы |
| «Стейк» (совместно с OG Buda и 163Onmyneck)                     | 2021 | внеальбомные синглы |
| «Шоплифтер» (совместно с 163Onmyneck, Fearmuch, Scally Milano)  | 2022 | No Offence          |
| «Don’t Play, Bae» (совместно с Молодым Платоном и Пошлой Молли) | 2022 | внеальбомные синглы |
| «Monster Kill» (совместно с Blago White)                        | 2022 | внеальбомные синглы |
| «Badass» (совместно с Soda Luv)                                 | 2022 | внеальбомные синглы |
| «Не поздно ли»                                                  | 2023 | внеальбомные синглы |
| «Legacy» (совместно с OG Buda)                                  | 2023 | внеальбомные синглы |
| «Bless»                                                         | 2023 | внеальбомные синглы |
| «Папик» (совместно с Дорой)                                     | 2023 | внеальбомные синглы |
| «Party»                                                         | 2025 | Vibes               |

#### В качестве приглашённого исполнителя
| Название                                              | Год  | Альбом              |
| ----------------------------------------------------- | ---- | ------------------- |
| «Wow» (Breezey Montana при уч. Yanix)                 | 2016 | внеальбомные синглы |
| «Мой день» (Платина при уч. Yanix)                    | 2018 | внеальбомные синглы |
| «Картинки из снов» (OG Buda при уч. Yanix)            | 2019 | внеальбомные синглы |
| «Лайфстайл» (Olesya Bi при уч. Yanix)                 | 2019 | внеальбомные синглы |
| «Не верь мне» (Ураган Закат при уч. Yanix и Kid Sole) | 2019 | внеальбомные синглы |
| «Сердце» (Rozhden при уч. Yanix)                      | 2020 | «Дорога домой»      |
| «Красная помада» (Kid Sole при уч. Yanix)             | 2020 | Trap & B            |
| «D R.I.P. » (Gidra при уч. Yanix)                     | 2020 | 2G                  |
| «Papi» (Bushido Zho при уч. Yanix)                    | 2021 | внеальбомный сингл  |

### Другие песни в чартах
| Название                  | Год  | Высшая позиция в чартах | Высшая позиция в чартах | Высшая позиция в чартах | Высшая позиция в чартах | Альбом          |
| Название                  | Год  | Apple Music             | Apple Music             | Apple Music             | VK Музыка               | Альбом          |
| ------------------------- | ---- | ----------------------- | ----------------------- | ----------------------- | ----------------------- | --------------- |
| «Вне зоны» (при уч. Доры) | 2022 | 11                      | 8                       | 9                       | 18                      | G.O.A.T. Uslugi |
| «Level-Up 2»              | 2022 | 14                      | 7                       | 8                       | —                       | G.O.A.T. Uslugi |

### Гостевое участие
| Название                 | Год  | Другие исполнители                   | Высшие позиции в чартах | Высшие позиции в чартах | Высшие позиции в чартах | Высшие позиции в чартах | Высшие позиции в чартах  | Высшие позиции в чартах | Альбом                   |
| Название                 | Год  | Другие исполнители                   | Apple Music             | Apple Music             | Apple Music             | VKМ узыка               | Top Radio & YouTube Hits | Top YouTube Hits        | Альбом                   |
| ------------------------ | ---- | ------------------------------------ | ----------------------- | ----------------------- | ----------------------- | ----------------------- | ------------------------ | ----------------------- | ------------------------ |
| «#НАХАТЕ»                | 2013 | SIL-A, Yung Trappa, Gidra            | —                       | —                       | —                       | —                       | —                        | —                       | «Сборник синглов»        |
| «Делаю деньги с любовью» | 2014 | Big Russian Boss, Young P&H          | —                       | —                       | —                       | —                       | —                        | —                       | In Boss We Trust         |
| «Ballin»                 | 2015 | Breezey Montana, Gidra               | —                       | —                       | —                       | —                       | —                        | —                       | «Дар или проклятие»      |
| «НПНБ»                   | 2015 | Мезза                                | —                       | —                       | —                       | —                       | —                        | —                       | «Лидер новой школы»      |
| «На плаву»               | 2016 | Rigos                                | —                       | —                       | —                       | —                       | —                        | —                       | «Время растопить лёд»    |
| «777»                    | 2017 | Hustle Hard Flava                    | —                       | —                       | —                       | —                       | —                        | —                       | «Слово божье»            |
| «Всю ночь»               | 2017 | Kid Sole                             | —                       | —                       | —                       | —                       | —                        | —                       | Polaroid                 |
| «Кольцо»                 | 2017 | Хлеб                                 | —                       | —                       | —                       | —                       | —                        | —                       | «Пушка»                  |
| «Ищу себя Enique»        | 2018 | Enique, Souloud                      | —                       | —                       | —                       | —                       | —                        | —                       | «Чёрное и белое»         |
| «Режим хард»             | 2018 | DJ Nik One                           | —                       | —                       | —                       | —                       | —                        | —                       | «Сториз»                 |
| «Первый»                 | 2018 | Rocket                               | —                       | —                       | —                       | —                       | —                        | —                       | Swag Season              |
| «Выход»                  | 2018 | Flesh                                | —                       | —                       | —                       | —                       | —                        | —                       | Audiopunk 3: Architector |
| «1 2 3»                  | 2018 | 044 Rose                             | —                       | —                       | —                       | —                       | —                        | —                       | 044 Rose                 |
| «Life 2 $hort»           | 2019 | Мезза                                | —                       | —                       | —                       | —                       | —                        | —                       | Spas Na Krovi            |
| «Fuck Yeah»              | 2019 | Gidra, OG Buda                       | —                       | —                       | —                       | —                       | —                        | —                       | Double Back              |
| «AFK»                    | 2019 | PKHAT, Boulevard Depo                | —                       | —                       | —                       | —                       | 173                      | 28                      | Volk Walk                |
| «Счётная машинка»        | 2019 | Жак Энтони                           | —                       | —                       | —                       | —                       | —                        | —                       | Jaws 2                   |
| «Секси»                  | 2019 | OG Buda                              | —                       | —                       | —                       | —                       | —                        | —                       | «ОПГ Сити»               |
| «Сердце»                 | 2020 | Rozhden                              | —                       | —                       | —                       | —                       | —                        | —                       | «Дорога домой»           |
| «D R.I.P.»               | 2020 | Gidra                                | —                       | —                       | —                       | —                       | —                        | —                       | 2G                       |
| «Красная помада»         | 2021 | Kid Sole                             | —                       | —                       | —                       | —                       | —                        | —                       | Trap & B                 |
| «King of Tha Jungle»     | 2021 | Blago White                          | —                       | —                       | —                       | —                       | —                        | —                       | Krasavchik               |
| «FREE Melly»             | 2021 | Soda Luv                             | —                       | —                       | —                       | —                       | —                        | —                       | Roomination              |
| «Ниагара»                | 2021 | Hiro, Andro, Marco-9                 | —                       | —                       | —                       | —                       | —                        | —                       | Moonfantom               |
| «FREE Melly»             | 2021 | Soda Luv                             | —                       | —                       | —                       | —                       | —                        | —                       | Roomination: Reloaded    |
| «Шоплифтер»              | 2022 | 163Onmyneck, Fearmuch, Scally Milano | —                       | —                       | —                       | —                       | —                        | —                       | No Offence               |
| «Выдох»                  | 2022 | OG Buda, 163Onmyneck                 | —                       | —                       | —                       | —                       | —                        | —                       | Freerio 2                |
| «Фиеста»                 | 2022 | Aarne, Seemee                        | 7                       | 5                       | 6                       | 5                       | —                        | —                       | AA Language              |
| «Семья»                  | 2022 | Гуляй Рванина                        | —                       | —                       | —                       | —                       | —                        | —                       | Сонный паралич           |
| «как во сне»             | 2023 | MAYOT                                | —                       | —                       | —                       | —                       | —                        | —                       | ОБА                      |
| УГУ УГУ                  | 2023 | uniqe, nkeeei и ARTEM SHILOVETS      | —                       | —                       | —                       | —                       | —                        | —                       | 2007 ч.1                 |
| Full House               | 2023 | Aarne                                | —                       | —                       | —                       | —                       | —                        | —                       | AA Language 2            |
| No Rats This Time        | 2023 | FRIDAY THUG 52 NGG                   | —                       | —                       | —                       | —                       | —                        | —                       | Cristoforo Colombo       |
| ZOOTED                   | 2023 | Toxi$                                | —                       | —                       | —                       | —                       | —                        | —                       | HOTSHOT                  |
| Сияние                   | 2023 | Бэнг и Брутто                        | —                       | —                       | —                       | —                       | —                        | —                       | Гринчик                  |
| Мой черёд                | 2023 | LIL KRYSTALLL                        | —                       | —                       | —                       | —                       | —                        | —                       | KRISTINA                 |
| Доказал                  | 2024 | Voskresenskii                        | —                       | —                       | —                       | —                       | —                        | —                       | BROKE LIVES MATTER       |
| Потабачим                | 2025 | Detsl aka Le Truk                    | —                       | —                       | —                       | —                       | —                        | —                       | Трибьют                  |
| Маленькая Италия         | 2025 | MACAN                                | —                       | —                       | —                       | —                       | —                        | —                       | BRATLAND                 |

## Награды и номинации
| Год  | Церемония       | Категория     | Результат |
| ---- | --------------- | ------------- | --------- |
| 2024 | Премия MusicBox | «Прорыв года» | Номинация |